# 津軽宮田駅
津軽宮田駅（つがるみやたえき）は、青森県青森市大字奥内字宮田にある、東日本旅客鉄道（JR東日本）津軽線の駅である。

## 歴史
- 1959年（昭和34年）11月25日：国鉄の駅として開業[2][3]。
- 1987年（昭和62年）4月1日：国鉄分割民営化により、東日本旅客鉄道の駅となる[3]。
- 2024年（令和6年）10月1日：えきねっとQチケのサービスを開始[1][4]。

## 駅構造
青森方面に向かって左側にある単式ホーム1面1線を有する地上駅である。設備はホームと待合室のみである。
青森駅管理の無人駅である。

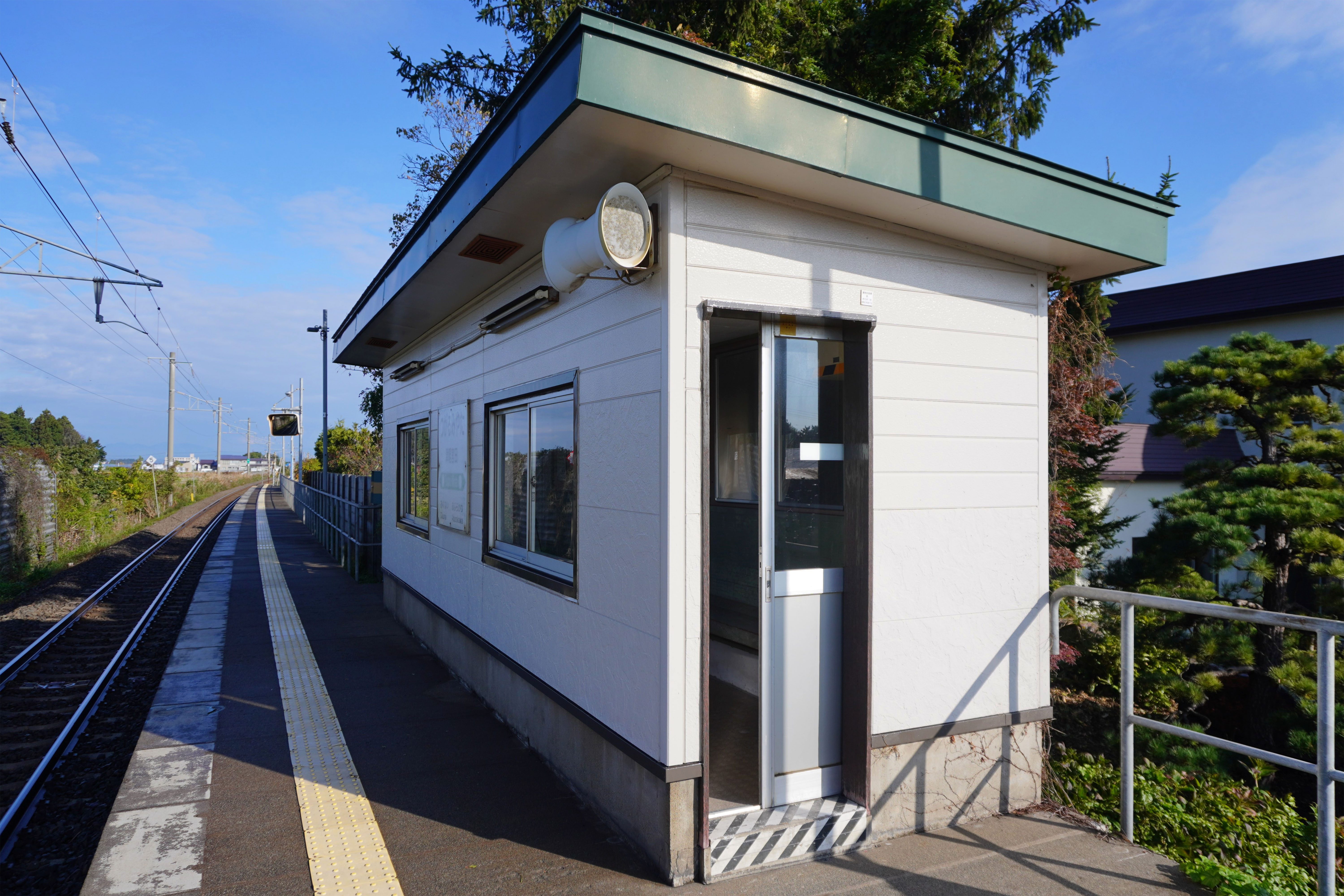
待合室外観（2023年10月）
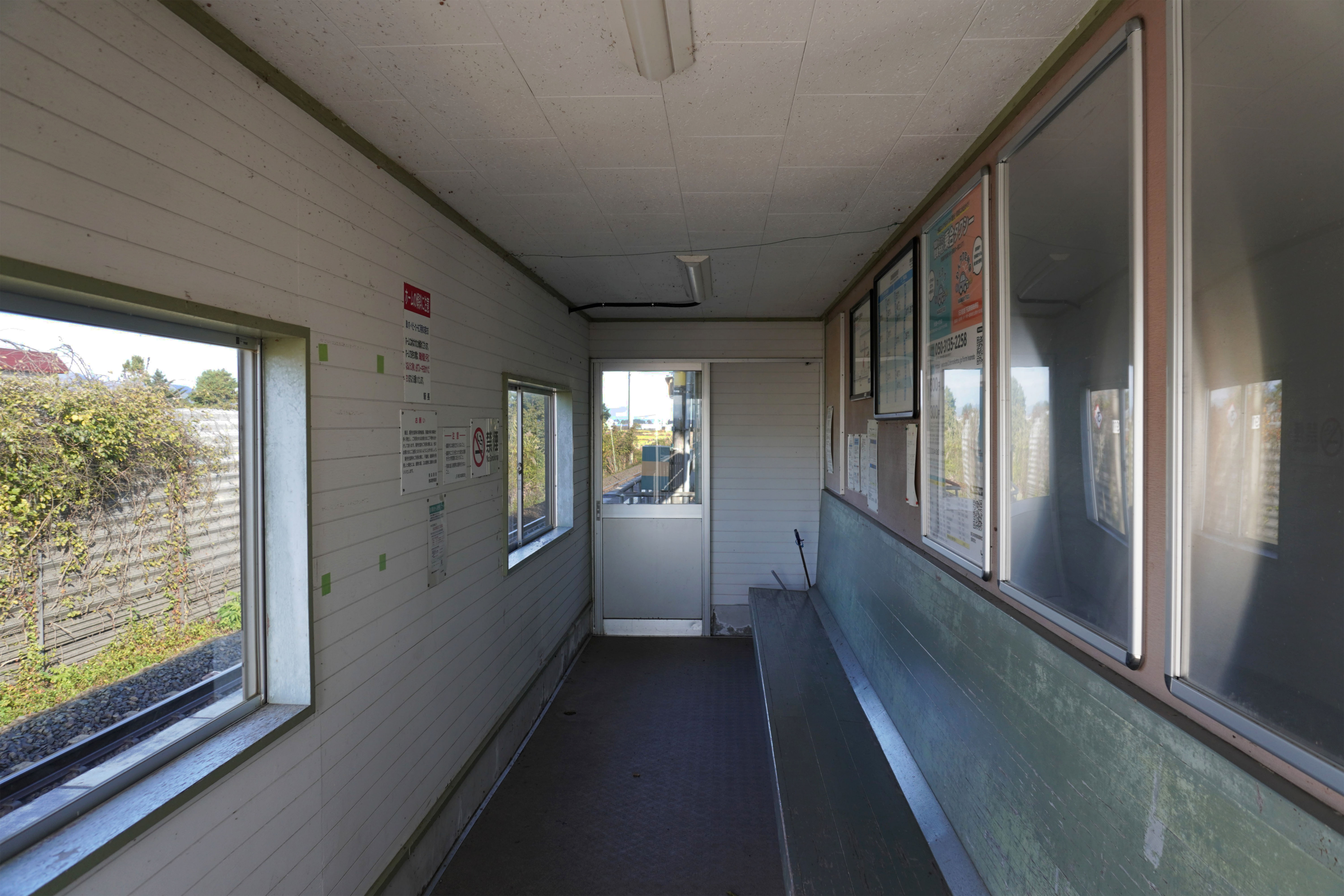
待合室内（2023年10月）

## 利用状況
2004年度（平成16年度）の1日平均乗車人員は61人である。なお、2005年度（平成17年度）以降のデータからは非公開となっている。
| 乗車人員推移       | 乗車人員推移     | 乗車人員推移 |
| 年度               | 1日平均 乗車人員 | 出典         |
| ------------------ | ---------------- | ------------ |
| 1988年（昭和63年） | 178              | [ 6 ]        |
| 1993年（平成05年） | 138              | [ 6 ]        |
| 1998年（平成10年） | 86               | [ 6 ]        |
| 2001年（平成13年） | 77               | [ 6 ]        |
| 2004年（平成16年） | 61               | [ 6 ]        |

## 駅周辺
- 国道280号
- 青森市役所奥内支所
- 奥内郵便局
- 青森市営バス「奥内支所前」停留所

## 隣の駅
東日本旅客鉄道（JR東日本）
■津軽線
油川駅 - 津軽宮田駅 - 奥内駅